# Чабаненко Євгенія Михайлівна
Євгенія Михайлівна Чабаненко (* 12 листопада 1928, Мала Виска) — радянський та український політик, громадський діяч, педагог. Заступник голови Кіровоградського облвиконкому у 1970–1986 роках. Нагороджена орденами Трудового Червоного Прапора та «Знак Пошани», двома медалями та Почесною Грамотою Президії Верховної Ради УРСР

## Життєпис
Народилася у сім'ї робітника. По закінченні Кіровоградського педучилища працювала на комсомольській, партійній, педагогічній роботі, очолювала педколективи 27-ї та 34-ї СШ міста. З 1970 по 1986 рік Євгенія Михайлівна була заступником голови Кіровоградського облвиконкому. За активну трудову діяльність була нагороджена орденами Трудового Червоного Прапора та «Знак Пошани», двома медалями та Почесною Грамотою Президії Верховної Ради УРСР. Після виходу на пенсію Євгенія Михайлівна вела активну громадську діяльність, тому що не уявляла свого життя без роботи. Працювала заступником голови ради обласної організації Українського товариства охорони пам'яток історії та культури, очолювала міську раду організації ветеранів війни, праці, Збройних Сил, обиралася депутатом міської ради.
Рішенням двадцять шостої сесії двадцять четвертого скликання Кіровоградської міської ради від 22 липня 2004 року Євгенії Михайлівні Чабаненко присвоєно звання «Почесний громадянин м. Кіровограда». Вона — єдина жінка, якій виявлена така честь.